# Bryan-Michael Cox
Bryan-Michael Cox (född 1 december 1977 i Miami, Florida) är en amerikansk musikproducent. Han har skapat hits åt artister som Monica, Janet Jackson, R. Kelly och Jennifer Lopez. Cox fick en stjärna på Georgia Music Hall of Fame 2009.